# Io ti cercherò
Io ti cercherò è una serie televisiva italiana diretta da Gianluca Maria Tavarelli e trasmessa in prima visione nel 2020 da Rai 1. L'attore protagonista è Alessandro Gassmann nel ruolo di Valerio Frediani.

## Trama
Valerio Frediani è un ex poliziotto e padre di Ettore, un giovane trovato annegato sulle sponde del fiume Tevere. Gli dicono che il figlio si è suicidato ma, non convinto di questa versione, decide di indagare su quella morte improvvisa e per troppi versi inspiegabile, di un ragazzo come suo figlio, innamorato della vita, altruista e impegnato nel sociale. Un percorso umano dedito alla ricerca della verità che si intreccia inevitabilmente con il passato fatto di errori e di sensi di colpa. Accusato dai colleghi di aver preso mazzette e coca. Aiutato da Sara, vice questore e sua ex, ricostruisce il puzzle trovando risposte convincenti ai tanti interrogativi che si celano dietro al ritrovamento del cadavere del ragazzo. Scopriranno una realtà dura, violenta, costellata di depistaggi e alimentata da interessi loschi e criminali.

## Episodi
L'opera è stata realizzata in coproduzione da Rai Fiction e Publispei. La serie è di genere crime (indicato in lingua italiana come thriller), di genere drammatico, di genere poliziesco e di genere azione; è composta da un'unica stagione di otto episodi.

## Personaggi e interpreti

### Personaggi principali
- Valerio Frediani, interpretato da Alessandro Gassmann: ex poliziotto, uomo ostinato e orgoglioso che ha sempre avuto difficoltà a mostrare i suoi veri sentimenti tanto verso le donne che gli sono state accanto, quanto verso il figlio che ha perduto.
- Gianni Frediani, interpretato da Andrea Sartoretti: fratello di Valerio e poliziotto.
- Ettore Frediani, interpretato da Luigi Fedele: figlio di Valerio e Francesca.
- Armando Frediani, interpretato da Massimo De Francovich: padre di Valerio.
- Sara, interpretata da Maya Sansa: un’affascinante e determinata vice questore che, da una serie di incongruenze emerse sulla morte di Ettore, si è convinta non si tratti di suicidio.
- Roberto, interpretato da Giordano De Plano: marito di Sara.
- Martina Camilli, interpretata da Zoe Tavarelli: fidanzata di Ettore.
- Sapri, interpretato da Lorenzo Gioielli: primo dirigente di polizia coinvolto nel caso.
- Rino Lentini, interpretato da Ettore Belmondo: procuratore della repubblica che cerca di far riaprire il caso.
- Alessandro, interpretato da Federico Tocci: collega della scientifica che indaga sulla morte di Ettore su richiesta di Valerio.

### Personaggi secondari
- Fiorenza Pieri: Francesca, ex moglie di Valerio e madre di Ettore.
- Giada Prandi: Lisa, moglie di Gianni.
- Gabriele Ciccorelli: Marco Frediani, figlio di Gianni e Lisa.
- Sara Franchetti: Rosa, madre di Sara.
- Francesco Sechi: Franco.
- Alessandro Bernardini: boss di Ostia.
- Emanuele Barbalonga: Danilo Rubba, capo della società di vigilanza privata PGS.
- Niccolò Galasso: amico di Ettore.
- Domenico Macrì: Marcello.
- Teo Guarini: Luigi, ex collega di Valerio.
- Alessandro Procoli: Tommaso Sallusti detto Tom, ex collega di Valerio.
- Luciano Miele: Arturo, amico di Valerio.
- Christian Di Sante: Luciano.
- Cesare Apolito: Giorgio.
- Fabrizio Di Renzo: benzinaio.
- Cristina Arnone: testimone che vive vicino al Tevere.

## Distribuzione
La serie è stata distribuita in modalità lineare (vale a dire la tradizionale trasmissione su canali televisivi e radiofonici) da Rai 1. È stata distribuita in modalità VOD dalla piattaforma radiotelevisiva RaiPlay. È stata inoltre distribuita in home video dall'azienda che detiene i diritti per i DVD delle fiction televisive della TV di Stato, la Rai Com.

## Curiosità
- Nel quinto episodio (Fragile) si vede che la combinazione per aprire la porta d'ingresso della PGS è 24021965: si tratta di un easter egg, visto che nella realtà è la data di nascita di Alessandro Gassmann.